# Kremlin Cup 2001
La Kremlin Cup 2001 è stato un torneo di tennis giocato sul cemento indoor. È stata la 12ª edizione del torneo maschile che fa parte della categoria International Series nell'ambito dell'ATP Tour 2001 e la 6ª del torneo femminile che fa parte della categoria Tier I nell'ambito del WTA Tour 2001. Il torneo si è giocato allo Stadio Olimpico di Mosca, in Russia, dall'1 al 6 ottobre 2001.

## Campioni

### Singolare maschile
Evgenij Kafel'nikov ha battuto in finale  Nicolas Kiefer con il punteggio di 6–4, 7–5

### Singolare femminile
Jelena Dokić ha battuto in finale  Elena Dement'eva con il punteggio di 6–3, 6–3

### Doppio maschile
Maks Mirny /  Sandon Stolle hanno battuto in finale  Mahesh Bhupathi /  Jeff Tarango con il punteggio di 6–3, 6–0

### Doppio femminile
Martina Hingis /  Anna Kurnikova hanno battuto in finale  Elena Dement'eva /  Lina Krasnoruckaja con il punteggio di 7–6(1), 6–3